# 陈骏
陈骏（1954年11月—），男，江苏扬州人，中国地质学家，南京大学教授、原校长。

## 生平
1973年参加工作，1980年毕业于南京大学地质系地球化学专业，1984年加入中国共产党，1985年获矿床学博士学位并留校任教，1988年英国伦敦大学帝国理工学院地质系博士后，1992年受聘为南京大学地球科学系教授，先后担任地球科学系系主任、南京大学副校长、党委常委、常务副校长，2006年5月任南京大学党委常委、校长，2009年和2012年分别被英国南安普敦大学和英国约克大学授予名誉博士学位，2013年当选为中国科学院院士，2017年4月任南京大学党委副书记、校长。第十一、十二届全国人大代表。
2017年3月1日，陈骏因任职到期，经由江苏省和教育部共同商讨免职。

## 社会兼职
陈骏曾任国务院学位委员会委员，第七届学科评议组成员，地质学组召集人；教育部第五届、第六届科学技术委员会委员；教育部教学指导委员会地质学类专业主任委员、江苏省科学技术协会第九届委员会主席、中国第四纪科学研究会常务副理事长、中国矿物岩石地球化学学会副理事长，同时担任《中国科学》、《地质学报》等多家科技期刊编委。

## 学术研究
长期从事地球化学的教学和研究，主持包括国家自然科学基金委杰出青年基金、国家自然科学基金委创新研究群体科学基金、国家自然科学基金委重点基金、国家科技部“973项目”二级课题等多项科研任务并取得一系列研究成果，先后发表论文200多篇，出版专著4部，获国家自然科学奖二等奖1项、高等教育国家级教学成果特等奖1项和教育部科技成果奖5项。